# Tender Prey
A Tender Prey a Nick Cave and the Bad Seeds nevű banda ötödik albuma, 1988-ból.

## Közreműködő zenészek
- Nick Cave – ének, harmonika, Hammond-orgona, zongora, vibrafon, tamburin
- Mick Harvey – dob, gitár, zongora, xilofon, basszusgitár, ütősök,  vokál
- Blixa Bargeld – gitár, vokál
- Thomas Wydler – dob
- Roland Wolf – gitár, zongora, orgona
- Kid Congo Powers – gitár, vokál

## A számok
1. The Mercy Seat
2. Up Jumped the Devil
3. Deanna
4. Watching Alice
5. Mercy
6. City of Refuge
7. Slowly Goes the Night
8. Sunday’s Slave
9. Sugar Sugar Sugar
10. New Morning